# Halticoperla tara
Halticoperla tara är en bäcksländeart som beskrevs av Mclellan 1991. Halticoperla tara ingår i släktet Halticoperla och familjen Notonemouridae. Inga underarter finns listade i Catalogue of Life.